# Dinajpur
Dinajpur (Bengali: দিনাজপুর) è una città del Bangladesh, situata nella divisione di Rangpur.